# Ревай, Фёдор Иванович
Фёдор Иванович Ревай (укр. Федір Іванович  Ревай; 1890, с. Мирча Унгский комитат Венгерского королевства (ныне Ужгородского района Закарпатской области Украины) — 1945, Енакиево, Сталинская область) — украинский политический и общественный деятель Карпатской Украины, издатель и публицист, заместитель председателя Сейма Карпатской Украины, лидер Украинского национального объединения, редактор.

## Биография
Сын учителей.
Профессионального и высшего образование не получил. Рано приобщился к политической жизни. С 1907 по 1911 год был членом венгерской социал-демократической рабочей партии. После присоединения Закарпатья к Чехословакии вступил в чехословацкую социал-демократическую партию.
В течение 1929—1930 гг. — член президиума краевой организации этой партии и одновременно депутат земского представительства от неё. Исполнял обязанности заместителя председателя Краевого Союза русских народно-просветительских обществ на Подкарпатской Руси. В 1936 году был исключён из партии за националистический уклон: настаивал на том, чтобы в краевое представительство избрали не чеха по национальности, а украинца. Когда его требование не выполнили, он с таким решением не согласился, чем по нормам и уставу нарушил партийную дисциплину.
Ф. Ревай отличался радикализмом, однако это не повлияло на его высокий авторитет среди единомышленников, в том числе более умеренного Августина Волошина.
С 14 сентября 1938 г. до 25 января 1939 г. Ф. Ревай работал редактором газеты «Нова свобода». После создания политической организации «Украинское национальное объединение» возглавил её. 12 февраля 1939 г. был избран депутатом Сейма Карпатской Украины, стал заместителем председателя сейма и членом одной из его комиссий.
Как руководящий политик часто выступал на собраниях крестьян, митингах и манифестациях в поддержку Карпатской Украины, «Карпатской сечи», на других государственных мероприятиях.
Его деятельность в УНО подвергалась критике отдельными деятелями Карпатской Украины. При венгерской власти подвергался гонениям, находился в заключении в Тячевской тюрьме, в концлагере в селе Крива, затем в Варюлопоше возле Ньиредьхаза, где подвергался издевательствам и пыткам. После освобождения, жил и работал в Хусте, политической деятельностью не занимался.
После освобождения Закарпатья в 1944 г. был арестован спецслужбой «Смерш» и отправлен в лагерь г. Енакиево, где и умер.